# Гадди, Аньоло
Аньоло Гадди (итал. Agnolo Gaddi; ок. 1350, Флоренция — 16 октября 1396, Флоренция) — живописец и скульптор итальянского проторенессанса флорентийской школы. Член большой семьи флорентийских художников Гадди. Джоттеск (последователь Джотто ди Бондоне). Сын живописца Таддео Гадди.

## Биография
Аньоло родился около 1350 года, поскольку первый документ, в котором он упоминается, датированный 1368 годом, показывает, что он работал в Риме в Ватиканском дворце для папы Урбана V со своим старшим братом Джованни и его товарищами по ученичеству Джованни да Милано и Джоттино. Его обучение, очевидно, происходило в семье художников, в которой, помимо его брата Джованни (о котором мало что известно, возможно, потому, что он умер преждевременно), также были известные отец Таддео и дед Гаддо ди Дзаноби.
С ранних лет Аньоло был вынужден сам добывать средства на жизнь и помимо живописи занимался ещё и торговлей. К юношескому периоду творчества относится полиптих 1375 года с изображением Мадонны на троне с Младенцем и святыми, предназначенный для доминиканского храма Санта-Мария-Новелла и ныне хранящийся в Национальной галерее Пармы. В 1387 году Аньоло Гадди поступил в Братство живописцев Святого Луки (Compagnia di San Luca.
В капелле Пояса Марии (la Cappella del Sacro Cingolo) Собора в Прато Аньоло Гадди во фресках воссоздал историю Девы Марии и легенду о Её поясе. По заказу Якопо дельи Альберти Гадди выполнил росписи главной капеллы францисканской церкви Санта-Кроче во Флоренции на тему «Легенды об Истинном Кресте», легенды, особо почитаемой францисканцами.
Алтарные образы написанные Аньоло Гадди находятся во флорентийских церквях Санта-Мария-Новелла и Санто-Спирито, а также хранятся в Академии изящных искусств Флоренции. В 1381-87 годах Аньоло Гадди создал эскизы мраморных скульптур для Лоджии делла Синьория и кафедрального собора Санта-Мария-дель-Фьоре.
Последние годы своей жизни Аньоло Гадди отошёл от живописи и занимался исключительно коммерцией. В возрасте приблизительно сорока пяти лет художник скончался во Флоренции 16 октября 1396 года.
Аньоло Гадди жил и работал в переходный период развития флорентийского искусства. Как и его отец, находясь под влиянием творчества Джотто, он не смог добиться какого-либо существенного обновления художественного языка. Востребованный в своё время, позднее он был почти забыт либо упоминался в качестве примера застоя в искусстве флорентийского треченто. Критики XX века, такие как Джулио Карло Арган, определяли его как монотонного и безжизненного, многословного рассказчика.
Лоренцо Монако и Ченнино Ченнини получили свои первые опыты в мастерской Аньоло Гадди.

## Галерея

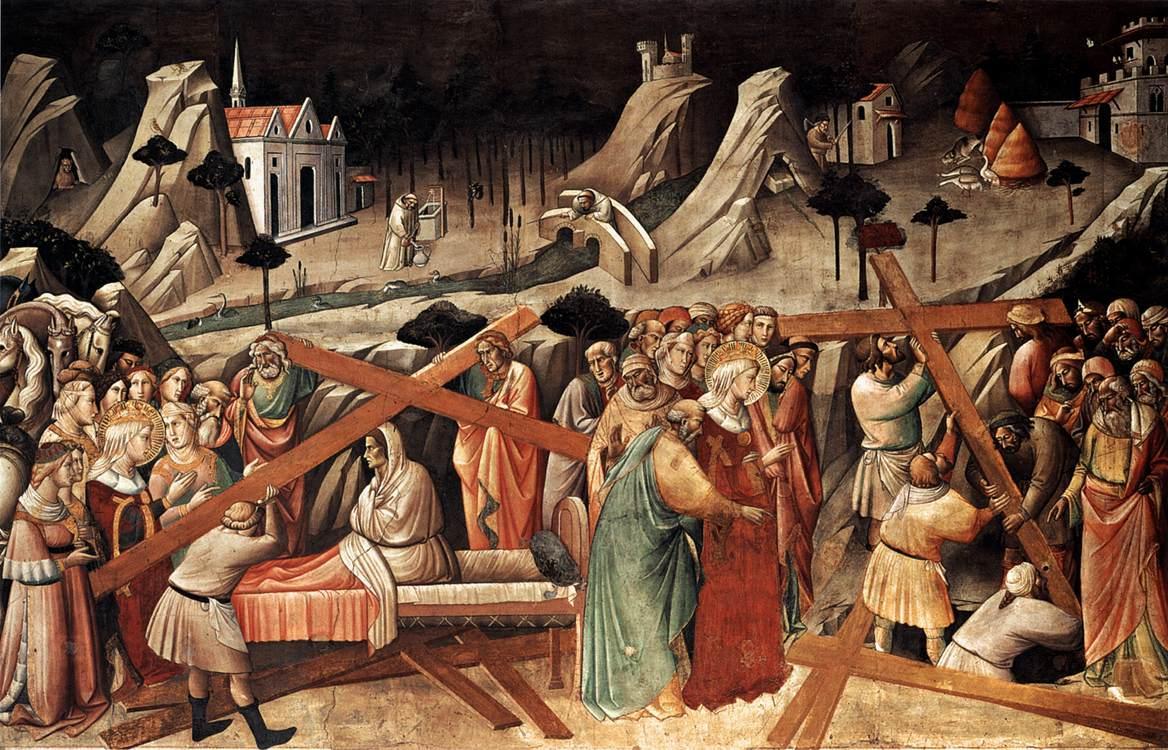
Открытие Истинного Креста. Фреска из цикла «Легенда об Истинном Кресте». 1380-е годы. Церковь Санта-Кроче, Флоренция
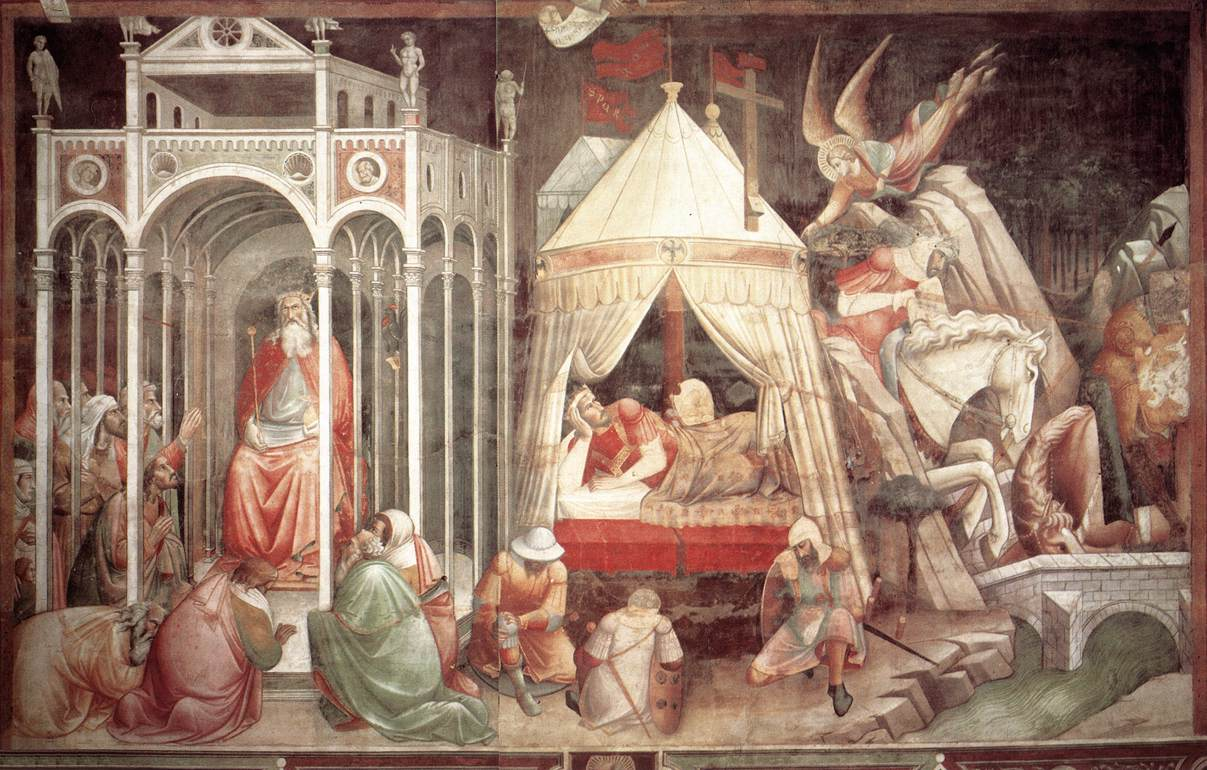
Триумф Креста (Сон Константина). Фреска из цикла «Легенда об Истинном Кресте». 1380-е годы. Церковь Санта-Кроче, Флоренция
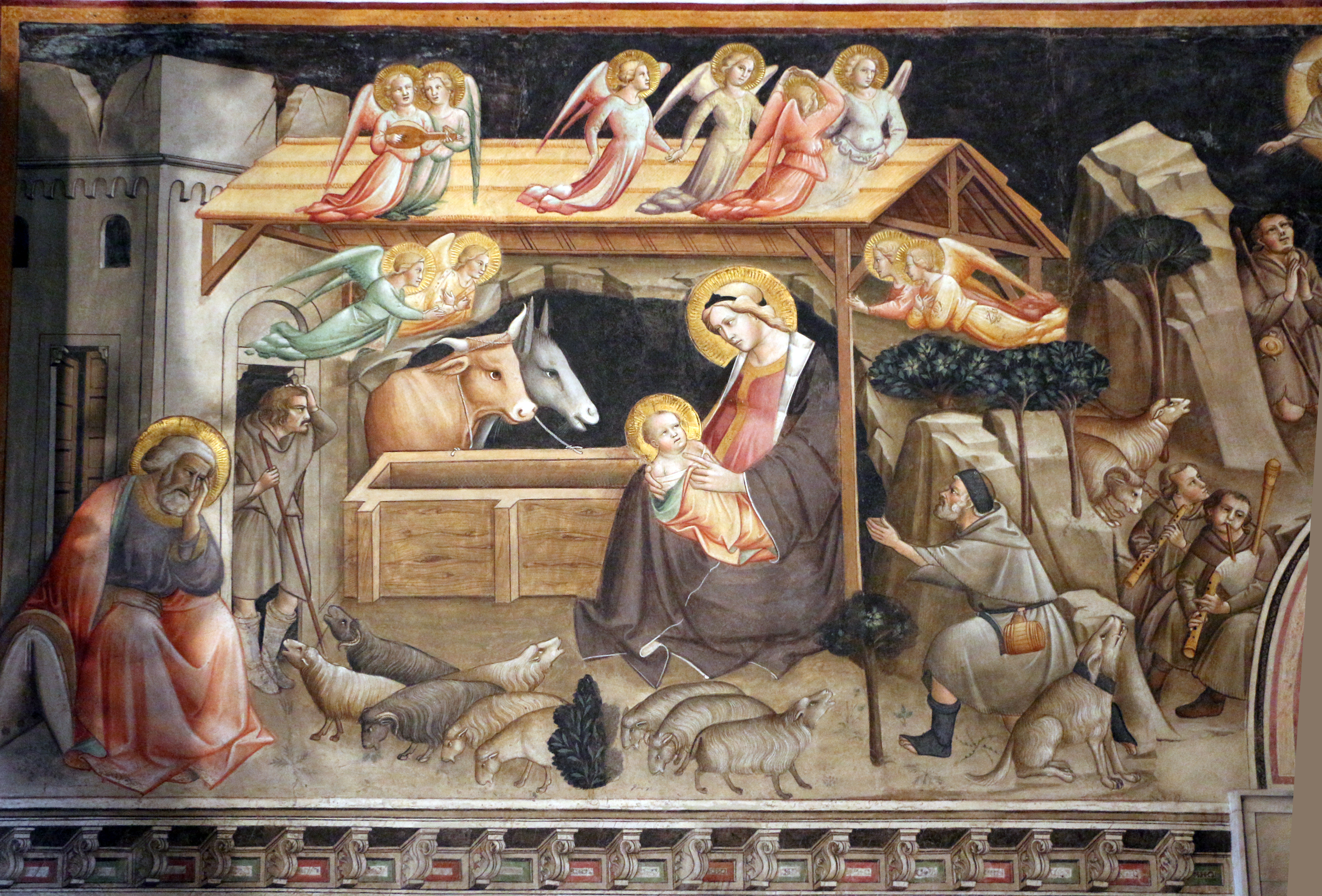
Рождество. Фреска Капеллы Святого пояса собора в Прато. 1392—1395
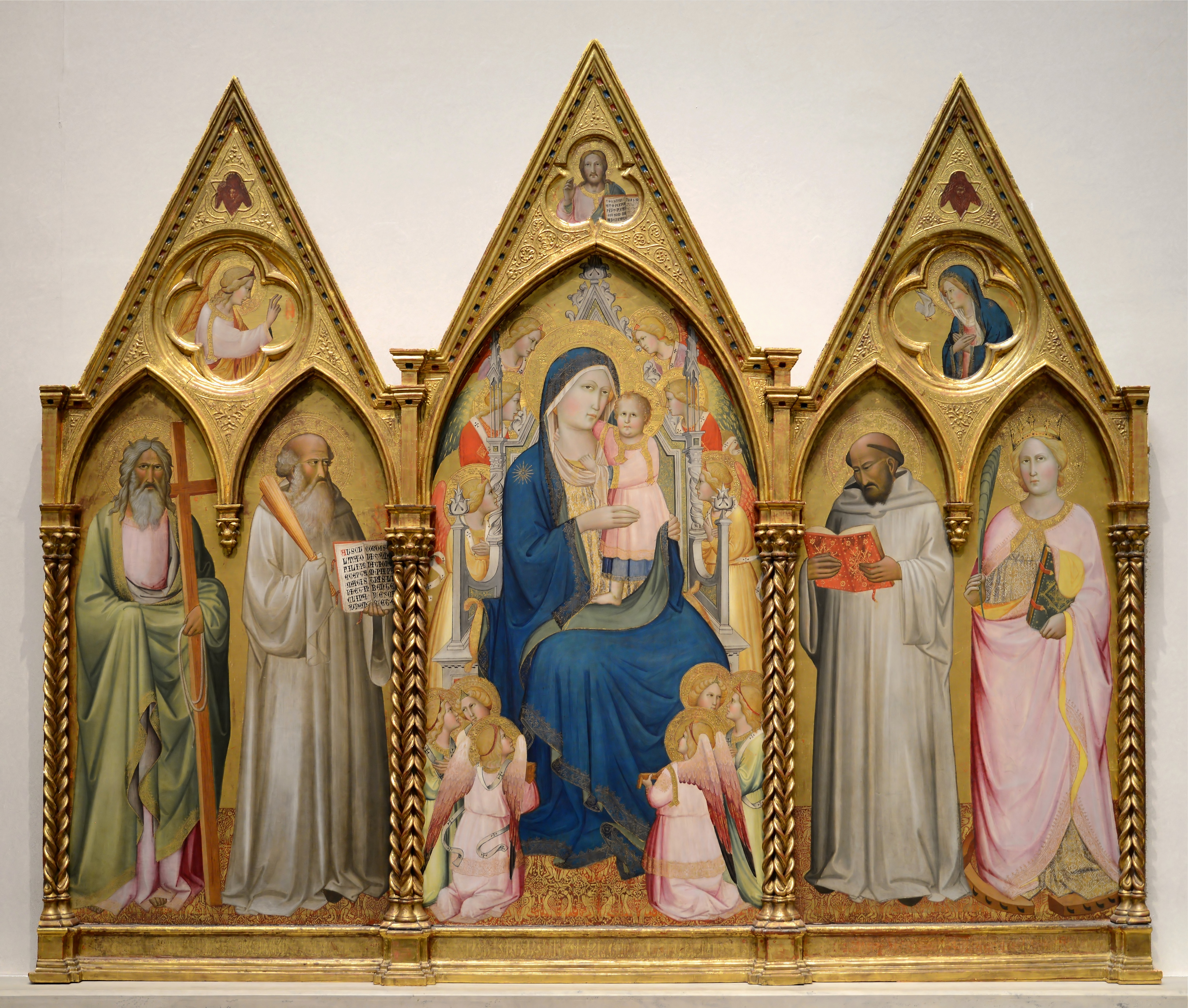
Мадонна с Младенцем и святыми Андреем, Бенедиктом, Бернаром и Екатериной Александрийской с ангелами. Триптих. До 1387 г. Дерево, темпера, золочение. Национальная галерея искусства, Вашингтон
Мадонна с Младенцем и святыми Иоанном Богословом, Иоанном Крестителем, Иаковом из Компостелы и Николаем Барийским. Ок. 1388. Дерево, темпера, золочение. Национальная галерея Виктории, Мельбурн
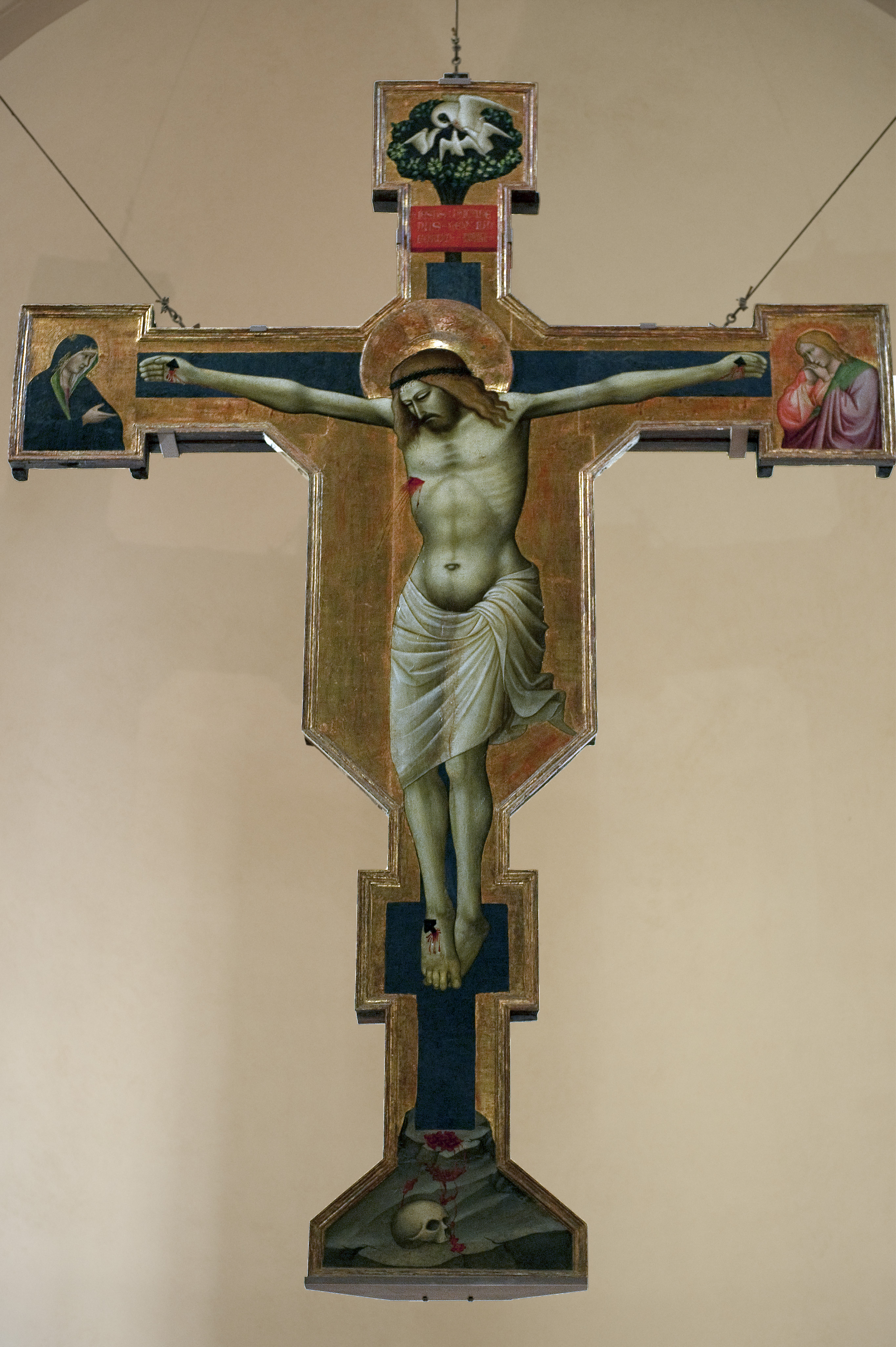
Распятие Сесто Фьорентино. Ок. 1390. Дерево, темпера. Пьеве ди Сан Мартино
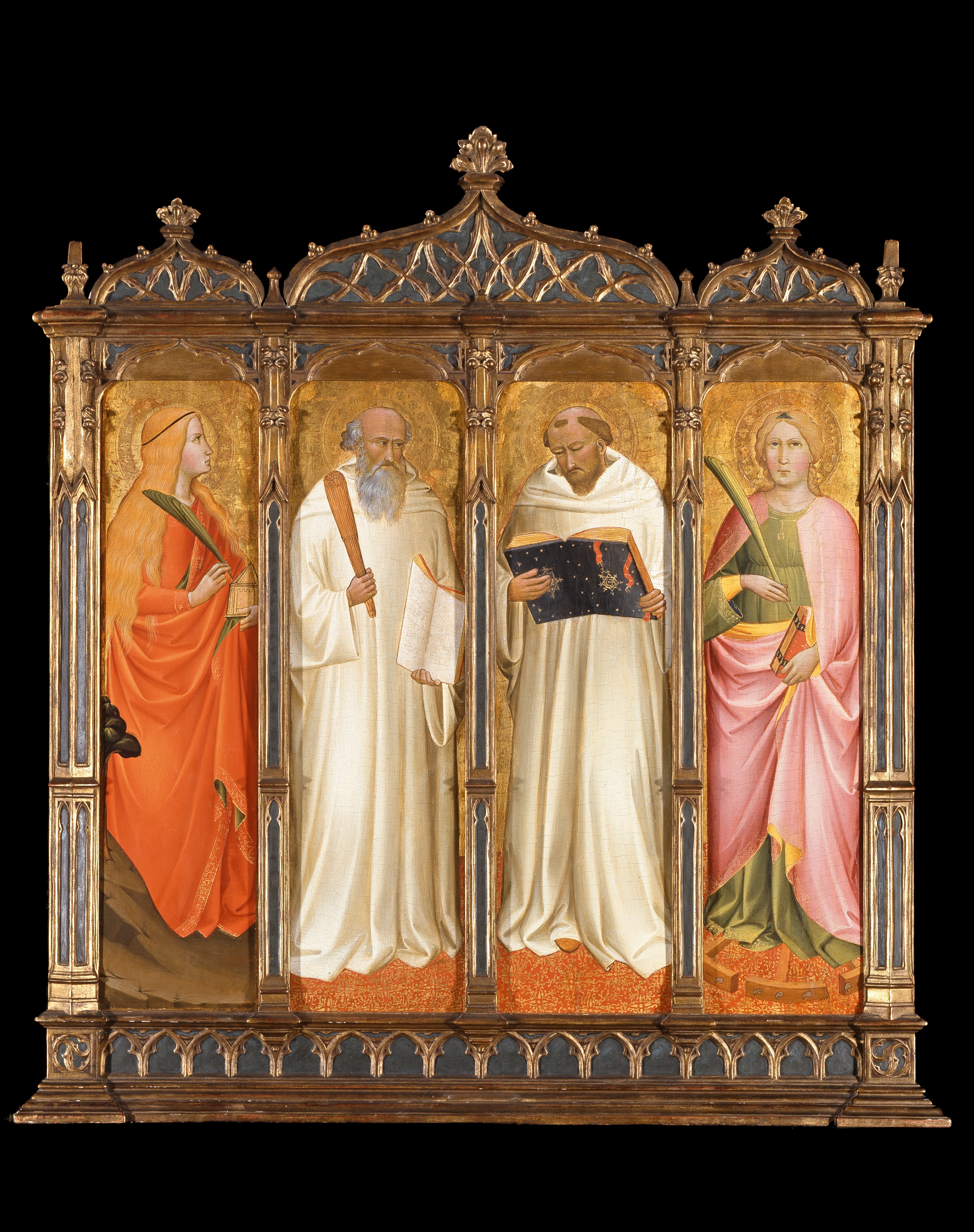
Алтарный полиптих. Святые Мария Магдалина, Бенедикт, Бернар Клервоский, Екатерина Александрийская. Ок. 1380. Дерево, темпера. Художественный музей Индианаполиса
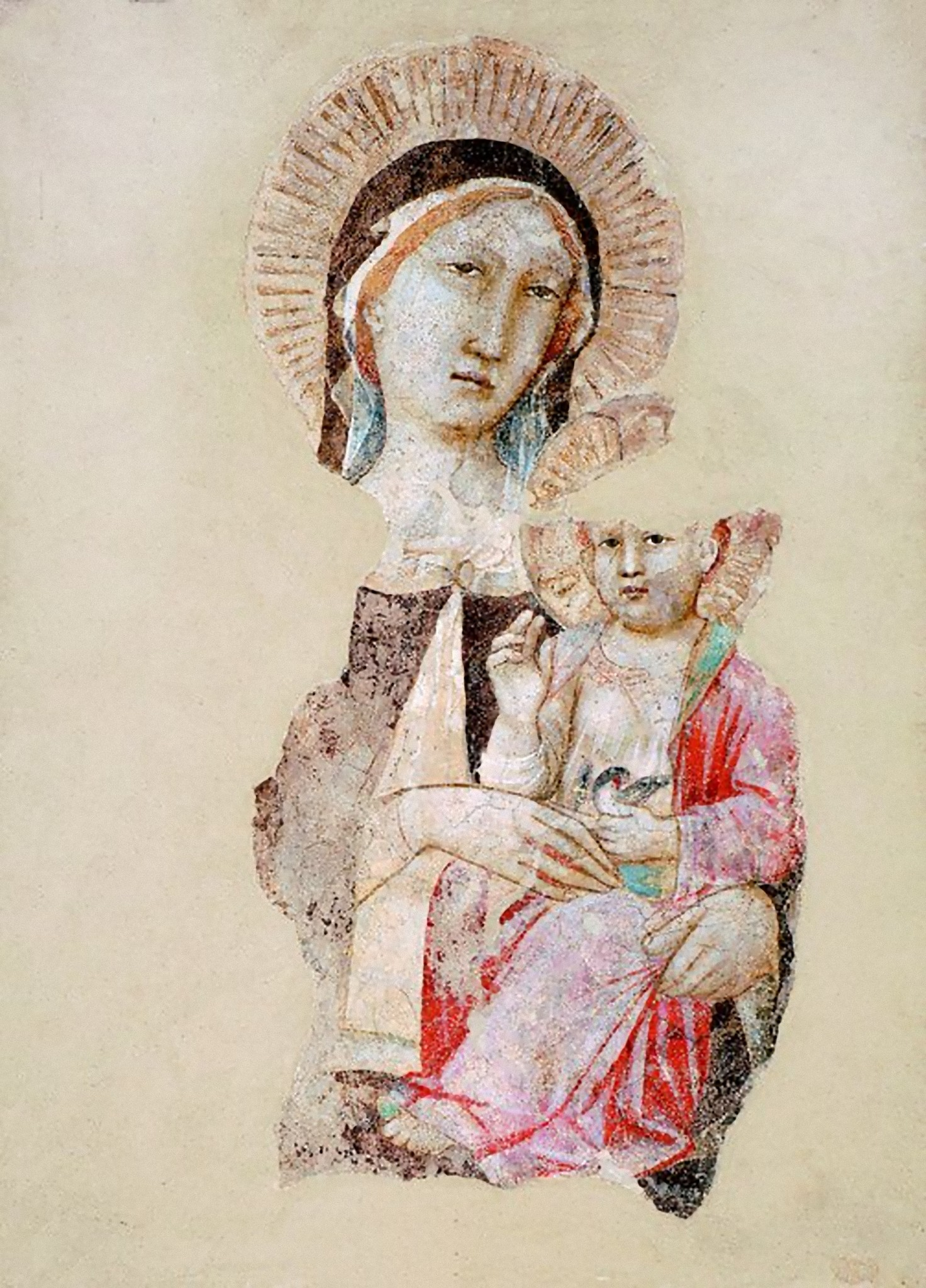
Мадонна с Младенцем. Деталь фрески. 1392—1395. Городской музей Палаццо Преторио, Прато